# شینتارو کورومایا
شینتارو کورومایا (ژاپنی: 車屋 紳太郎؛ زادهٔ ۵ آوریل ۱۹۹۲) یک بازیکن فوتبال اهل ژاپن است. وی همچنین در تیم ملی فوتبال ژاپن بازی کرده‌است.
از باشگاه‌هایی که در آن بازی کرده‌است می‌توان به باشگاه فوتبال کاوازاکی فرونتال اشاره کرد.